# Société des chemins de fer de Miramas à Port de Bouc
La Société des Chemins de Fer de Miramas à Port de Bouc  (MPB),  est créée en 1890 pour exploiter un chemin de fer entre ces deux villes du département des Bouches-du-Rhône. 

## Histoire
La concession d'une ligne de chemin de fer d'intérêt local entre Miramas et Port-de-Bouc est attribuée  au baron Armand-Charles-Alexandre Digeon et M.Marie-Casimir Delamarre par le décret du 12 avril 1875. Ces derniers fondent ensuite la Compagnie des chemins de fer méridionaux. La société tombe en faillite en 1887.
L'exploitation est reprise par la Société des Chemins de Fer de Miramas à Port de Bouc (MPB), fondée par MM. Montefiore, Silhol et Picard en 1890.
En 1904, les actifs de cette société sont rachetés par la Compagnie des chemins de fer de Paris à Lyon et à la Méditerranée (PLM) qui construit en modifiant le tracé une nouvelle ligne entre Miramas et Marseille via Port de Bouc.
À cette occasion, les anciennes gares exploitées par le MPB sont désaffectées et remplacées par de nouveaux bâtiments beaucoup plus vastes.
Les anciennes gares d'Istres et Port-de-Bouc ont échappé à la démolition et sont devenues des habitations.

## La ligne
- Miramas - Port de Bouc (25km)

Miramas - Rassuen : ouverture le 3 novembre 1879;
Rassuen - Port de Bouc: ouverture le 13 avril 1881.

## Matériel roulant
- N° 1 à 3, de type 030T, livrées en 1874 par les Ateliers de Passy.
- N° 4, de type 030T, livrée en 1897 par Fives Lille (n° construction 3040).
- N° 8, de type 030T, acquise auprès du chemin de fer de la Vologne,